# Hoplerythrinus unitaeniatus
El yeyú (Hoplerythrinus unitaeniatus) es una especie de peces de la familia Erythrinidae en el orden Characiformes.

## Nombres comunes
En español es comúnmente conocido como yeyú. Tanto en guaraní como en portugués bajo el nombre de "jeju" o "jiju" (del tupí "ieiú").

## Morfología
Los machos pueden llegar alcanzar los 25 cm de longitud total.

## Alimentación
Come invertebrados acuáticos, peces de menor tamaño, larvas, pequeños roedores que caen al agua, así como también ranas y sapos pequeños y, en menor cantidad, peces hueso.
Ataca vorazmente a su presa, incluso saltando del agua y exponiendo todo su cuerpo sobre ella.

## Hábitat
Es un pez de agua dulce y de clima subtropical (23 °C-27 °C).

## Distribución geográfica
Se encuentran en Sudamérica: cuencas de los ríos  São Francisco, Amazonas, Paraná, Orinoco y Magdalena, y ríos costeros de Guayana, Surinam y la Guayana Francesa.
En la Amazonía Peruana se la conoce vulgarmente como "Shuyo" y los nativos lo aprecian por el sabor de su carne. Se preparan pequeñas milanesas fritas con las abundantes capturas de este pez.

## Observaciones
Regularmente se dirige a la superficie del agua para respirar y, incluso, puede sobrevivir durante largos períodos fuera del agua, lo que lo hace vulnerable a la depredación de las anguilas eléctricas.